# Котежипи
Котежипи (на португалски: Cotegipe) е град и община в Бразилия, щат Баия, мезорегион Крайно западна Баия, микрорегион Котежипи. Според Бразилския институт по география и статистика през 2010 г. общината има 13 638 жители.